# بریستول گرامپوس
بریستول گرامپوس (به انگلیسی: Bristol Grampus) یک هواگرد ساختِ کارخانهٔ بریستول ایروپلین در کشور بریتانیا است . 